# Куземский, Алексий
Алексий Куземский (пол. Aleksy Kuziemski; род. 9 мая 1977) — польский боксёр, бронзовый призёр чемпионатов мира (2003) и Европы (2004), член олимпийской сборной Польши на Олимпийских играх 2004 года.
После завершения карьеры любителя в 2005 году перешёл в профессионалы, выступал преимущественно в Германии, выиграл несколько поясов, в том числе титул чемпиона Германии — в бою с россиянином Игорем Михалкиным.